# Unsane
Unsane is een Amerikaanse psychologische horrorfilm uit 2018, geregisseerd door Steven Soderbergh. Het bijzondere van de film is dat deze geheel is opgenomen met een iPhone 7 Plus.

## Verhaal
Een jonge vrouw verlaat haar geboorteplaats en haar roerig verleden om een nieuwe baan te beginnen. Wanneer ze tegen haar zin opgesloten wordt in een psychiatrische inrichting, wordt ze geconfronteerd met haar grootste angsten. Maar zijn deze vreselijke ervaringen echt of het gevolg van haar waanideeën? Want er is niemand bereid om haar te geloven.

## Rolverdeling
| Acteur         | Personage            |
| -------------- | -------------------- |
| Claire Foy     | Sawyer Valentini     |
| Joshua Leonard | David Strine         |
| Jay Pharoah    | Nate                 |
| Juno Temple    | Violet               |
| Aimee Mullins  | Ashley Brighterhouse |
| Amy Irving     | Angela Valentini     |
| Natalie Gold   | patiënt              |
| Zach Cherry    | Denis                |

## Release
Unsane ging op 21 februari 2018 in première op het internationaal filmfestival van Berlijn buiten de competitie.